# YG Entertainment-diszkográfia
A dél-koreai YG Entertainment 1996 óta több mint 140 stúdióalbumot és középlemezt jelentett meg, a dél-koreai szerzői jogvédelmi egyesületnél pedig 2014 októberével bezárólag 962 dal szerepel bejegyezve a nevére.

## 1990-es évek

### 1996
- Keep Six – Six in tha Chamber

### 1997
- Jinusean – Jinusean
- Jinusean – The Real

### 1998
- Yanggoon – Yang Hyun Suk
- 1TYM – One Time For Your Mind

### 1999
- Jinusean – 2nd Shot
- YG Family – Famillenium
- YG Family – Y.G. Best of Album: Pass the Mic

## 2000-es évek

### 2000
- 1TYM – 2nd Round

### 2001
- Jinusean – The Reign
- Perry – Perry by Storm
- 1TYM – Third Time Fo' Yo' Mind

### 2002
- Swi.T – Song Will Tell
- Wheesung – Like a Movie
- YG Family – 97-YG-02

### 2003
- Gummy – Like Them
- Big Mama – Like the Bible
- Se7en – Just Listen
- Masta Wu – Masta Peace
- Stony Skunk – 1st Best Seller
- Wheesung – It's Real
- Lexy – Lexury
- 1TYM – Once N 4 All
- YG Family – Color of the Soul Train Live Concert

### 2004
- XO – Extra Ordinary
- Taebin – Taebin of 1TYM
- Se7en – Must Listen
- Gummy – It's Different
- Wheesung – For the Moment
- Jinusean – Norabosae

### 2005
- 45RPM – Old Rookie (YG Underground/YG Entertainment)
- Big Mama – It's Unique
- Soulstar – Soulstar
- Stony Skunk – Ragga Muffin (YG Underground/YG Entertainment)
- Lexy – Lextacy
- Gummy – For the Bloom
- Wheesung – Love... Love...? Love...!
- Big Mama – Gift
- 1TYM – One Way

### 2006
- Se7en – Must Listen (China)
- Se7en – 24/Seven
- Se7en – First Seven
- Gummy – Unplugged
- Se7en – 24/Seven (Repackage)
- Stony Skunk – Skunk Riddum
- Big Mama – For the People
- YG Family – YG 10th
- Se7en – Sevolution
- Big Bang – Big Bang Vol. 1

### 2007
- Big Bang – First Live Concert: The Real
- Masta Wu – Mass Wu Pt. 2
- Lexy – Rush
- Kim Ji-eun – Rain
- Big Bang – Always (középlemez)
- Stony Skunk – More Fyah
- Big Bang – Hot Issue (középlemez)

### 2008
- Big Bang – For the World (középlemez)
- 45RPM – Hit-Pop
- Big Bang – Second Live Concert: The Great
- Gummy – Comfort
- Big Bang – With U (középlemez)
- Taeyang – Hot (középlemez)
- Om Dzsonghva (Uhm Jung Hwa) – D.I.S.C.O
- Big Bang – Stand Up (középlemez)
- Big Bang – Number 1
- YMGA – Made in R.O.K
- Big Bang – Remember

### 2009
- Big Bang – 2009 Big Show Live Concert
- 2NE1 – 2NE1 (középlemez)
- Big Bang – Asia Best 2006-2009
- G-Dragon – Heartbreaker
- Big Bang – Big Bang

## 2010-es évek

### 2010
- G-Dragon – Shine a Light Live Concert
- Gummy – Loveless (középlemez)
- T.O.P. – Turn it Up (digitális kislemez)
- Big Bang – 2010 Big Show Live Concert
- Taeyang – Solar (Deluxe Edition)
- Taeyang – Solar
- Se7en – Digital Bounce (középlemez)
- Taeyang – Solar International
- 2NE1 – To Anyone
- PSY – PsyFive
- GD & T.O.P. – GD & TOP

### 2011
- Seungri – V.V.I.P (középlemez)
- Big Bang – Tonight (középlemez)
- Big Bang – BIGBANG Special Edition
- Big Bang – Big Bang 2
- Big Bang – The Ultimate: International Best
- Big Bang – 2011 Big Show Live Concert
- 2NE1 – 2NE1 (középlemez)
- 2NE1 – Nolza (középlemez)
- Tablo – Fever's End: Part 1
- Tablo – Fever's End: Part 2
- 2NE1 -  1st Live Concert Nolza!
- Gummy – Loveless
- Big Bang -  The Best of BIGBANG

### 2012
- Se7en – SE7EN 2nd Mini Album
- Big Bang – Alive (középlemez)
- Big Bang – Alive (japán)
- 2NE1 – Collection
- Se7en – Love Again (kislemez)
- Big Bang Still Alive
- 2NE1 – I Love You (digitális kislemez)
- PSY -  PSY 6 (Six Rules), Part 1
- G-Dragon – One of a Kind
- Epik High -  99
- I Hai (Lee Hai) – 1,2,3,4 (digitális kislemez)
- I Hai (Lee Hai) – Scarecrow  (digitális kislemez)

### 2013
- Big Bang – 2012 BIGBANG Live Concert – Alive Tour in Seoul
- Daesung – D'scover
- I Hai (Lee Hai) – First Love Part.1
- I Hai (Lee Hai) – First Love Part.2
- G-Dragon – Michi Go (digitális kislemez)
- Gummy – Fate(s) (középlemez)
- PSY – Gentleman (digitális kislemez)
- CL – The Baddest Female  (digitális kislemez)
- Big Bang – 2013 BIGBANG Alive Galaxy Tour – The Final in Seoul
- 2NE1 – Falling In Love (digitális kislemez)
- Kang Szungjun (Kang Seung-yoon) -  It Rains  (digitális kislemez)
- Daesung -  I Love You  (digitális kislemez)
- Kang Szungjun (Kang Seung-yoon) – Wild & Young (digitális kislemez)
- 2NE1 -  Do You Love Me  (digitális kislemez)
- Kang Szungjun (Kang Seung-yoon) – Stealer (digitális kislemez)
- Seungri – Let's Talk About Love (középlemez)
- G-Dragon – Coup d'état Part.1
- G-Dragon – Coup d'état Part.2
- Seungri – Let's Talk About Love (japán nyelven)
- Taeyang – RINGA LINGA (digitális kislemez)
- T.O.P. – Doom Dada  (digitális kislemez)
- G-Dragon -  COUP D’ETAT [+ ONE OF A KIND & HEARTBREAKER] (japán kiadás)

### 2014
- 2NE1 – Crush
- Akdong Musician  -  PLAY
- 2NE1 -  2014 2NE1 WORLD TOUR LIVE CD [ALL OR NOTHING in SEOUL]
- Taeyang -  RISE
- 2NE1 -  Crush (japán kiadás)
- Daesung -  D'sLove
- Winner -  2014 S/S
- Taeyang -  RISE [+SOLAR & HOT] (japán kiadás)
- Winner -  2014 S/S: Japan Collection
- Epik High -  Shoebox
- Daesung – Delight (japán nyelvű kislemez)
- Hi Suhyun – I'm Different (kislemez)
- GD X TAEYANG – Good Boy (digitális kislemez)
- Big Bang – The Best Of BIGBANG 2006–2014 (japán nyelvű)
- 2014 YG Family Concert in Seoul
- Masta Wu – Come Here (digitális kislemez)

### 2015
- Jinusean – Tell Me One More Time (digitális kislemez)
- Big Bang 
  - M, kislemez
  - A, kislemez
  - D, kislemez
  - E, kislemez
- iKON – My Type (digitális kislemez)
- iKON – Welcome Back